# Uniwersytet Al-Mustansirijja
Uniwersytet Al-Mustansirijja (ar. الجامعة المستنصرية, Al-Dżami‘a al-Mustansirijja) – iracka uczelnia publiczna, zlokalizowana w Bagdadzie.

## Nazwa
Uniwersytet został nazwany na cześć madrasy Al-Mustansirija, która została zbudowana przez kalifa  al-Mustansira Billaha w 1233 r. w czasie panowania Abbasydów w Bagdadzie. W 1963 roku Związek Nauczycielstwa Irackiego otrzymał od Ministerstwa Edukacji pozwolenie na założenie prywatnej uczelni w Bagdadzie pod nazwą Uniwersytet Al-Mustansirija. Wkrótce potem, w 1964 roku, wydano decyzję o przekształceniu wszystkich uczelni prywatnych w publiczne, w ten sposób Mustansirija stała się częścią Uniwersytetu Bagdadzkiego. Mimo to pracownicy instytucji pozostawali tam przez jakiś czas, starając się zachować jego dorobek, a później oddzielić się od Uniwersytetu Bagdadzkiego. Dopiero w 1968 roku Al-Mustansirija została uznana za odrębną uczelnię, która stała się głównym budynkiem w kręgu naukowym Iraku. 

## Historia
Al-Mustansirija była jedną z ponad trzydziestu szkół, które rozprzestrzeniły się w Bagdadzie w okresie jego chwały i była uważana za główny ośrodek kulturalny i naukowy. Było to miejsce dla naukowców, pisarzy i uczonych, studenci z całego świata odwiedzili go w tym czasie, co miało ogromny wpływ na poziom edukacji i rozwój kultury muzułmańskiej. 
Za jeden z głównych powodów powstania madrasy uważa się chęć kalifa Abbasydów  do rozpowszechnienia prawoznawstwa szafickiego, co wynikało z pragnienia stworzenia szkoły konkurencyjnej dla szkoły Kadirija związanej z szejkiem Abdulem al-Kadirem al-Dżilani, który nauczał dominującego w Bagdadzie prawoznawstwa hanbalickiego. 
Madrasa Al-Mustansirija jest pierwszą instytucją edukacyjną w starożytnym świecie, która została precyzyjnie zorganizowana, miała obszerny program studiów i przystosowywała się do podstawowych potrzeb społeczeństwa. Cechami wyróżniającymi szkołę była możliwość studiowania nauk religijnych na równi ze świeckimi, co wcześniej nie było praktykowane w innych  placówkach edukacyjnych. Okres studiów wynosił dziesięć lat i obejmował kilka przedmiotów: Dar al-Qur’an (poświęcony studiowaniu i recytacji Koranu), Dar al-Hadis (poświęcony studiowaniu Sunny), orzecznictwo, doktryna, gramatyka, filozofia, matematyka, farmacja, medycyna, nauka o zdrowiu i wiele innych.
Al-Mustansirija była nie tylko ośrodkiem edukacji i kultury, ale także sprawowała funkcję domu akademickiego dla studentów (‘alim), którzy w czasie studiów otrzymywali pokoje i wyżywienie. Wraz z uczniami w akademiku przebywało trzydzieści sierot, wszystkim studentom, w tym sierotom, było wyznaczane równą płacę i jedzenie. Pozwoliło to studentom na równe możliwości zdobywania wykształcenia, czyniąc ją bardziej dostępną dla osób z niższych klas społecznych. Poza tym była w szkole znajdowała się biblioteka, łaźnia, szpital, kuchnie i ogród.Madrasa była również uważana za „świętą przestrzeń”, w której relacja między nauczycielem a uczniem była ważniejsza niż sama instytucja. W związku z tym metoda nauczania w madrasie była w dużej mierze nieformalna, a program studiów był dość elastyczny. 
Częściowo dzięki Al-Mustansirije (a także innym szkołom) w Złotym Wieku (od VIII do XIII) na teritorium pod kalifatem nastąpił znaczny spadek analfabetyzmu wśród lokalnej ludności. Chociaż epoka ta zakończyła się w XIII wieku wraz z najazdami mongolskimi (Bitwa pod Bagdadem), madrasa przetrwała i przystosowała się do nowych czasów, kontynuując szerzenie edukacji wśród społeczeństwa.
Mustansirija wykwalifikowała wielu nauczycieli i pracowników, którzy otrzymali wyższe wykształcenie, oraz umożliwiła dostęp do wielu dzieł naukowych licznym doktorantom, zwolennikom, osobom zainteresowanym rozwojem dziedzictwa naukowego lub pragnącym osiągnąć sukces zawodowy.

## Uniwersytet dzisiaj (od 1968)
Uniwersytet Al-Mustansirija kontynuuje swoją aktywność, w ramach uczelni , studiuje 51104 studentów i pracuje 3485 nauczycieli.

## Kampus
Kompleks  składa się z budynku prezydium, budynków administracyjnych, naukowych i biurowych, także stadionów, boisk do piłki nożnej, siatkówki, koszykówki, tenisa i innych gier, sal do sympozjów i konferencji, również kampus obejmuje wydziały: artystyczne, edukacyjne i naukowe.

## Wydziały
Obecnie w obrębie uczelni funkcjonują 13 wydziałów:
- Wydział Medycyny
- Wydział Stomatologii
- Wydział Farmacji
- Wydział Inżynierii
- Wydział Nauk Ścisłych
- Wydział Prawa
- Wydział Sztuki
- Wydział Pedagogiki
- Wydział Zarządzania i Ekonomii
- Wydział Nauk Politycznych
- Wydział Edukacji Podstawowej
- Wydział Wychowania Fizycznego i Nauk o Sporcie
- Wydział Turystyki

## Centra Uniwersyteckie
- Centrum Komputerowe
- Centrum Hematologii
- Irackie Centrum Badań DNA
- Krajowe Centrum ds. Cukrzycy
- Centrum Stosunków Arabskich i Międzynarodowych
- Centrum Kształcenia Ustawicznego

## Rankingi i statystyki
W Rankingu Szkół Wyższych instytucja zajmuje 5 miejsce wśród Iraku i 3745 miejsce w świecie.

## Źródła
- Strona uczelni
- Encyclopaedia of Islam Online (English) E. J. Brill - 1986r. , vol 05. Khe-Mahi. p. 1123-1135
- Ministerstwo Szkolnictwa Wyższego i Badań Naukowych “O uniwersytecie Al-Mustansirija”
- Historia 776-letniego uniwersytetu
- Irakipedia. Uniwersytet Al-Mustansirija.